# Ipolytarnóc
Ipolytarnóc (in slovacco Ipeľský Trnovec) è un comune dell'Ungheria di 571 abitanti (dati 2001). È situato nella contea di Nógrád.